# Pacifico Sidoli

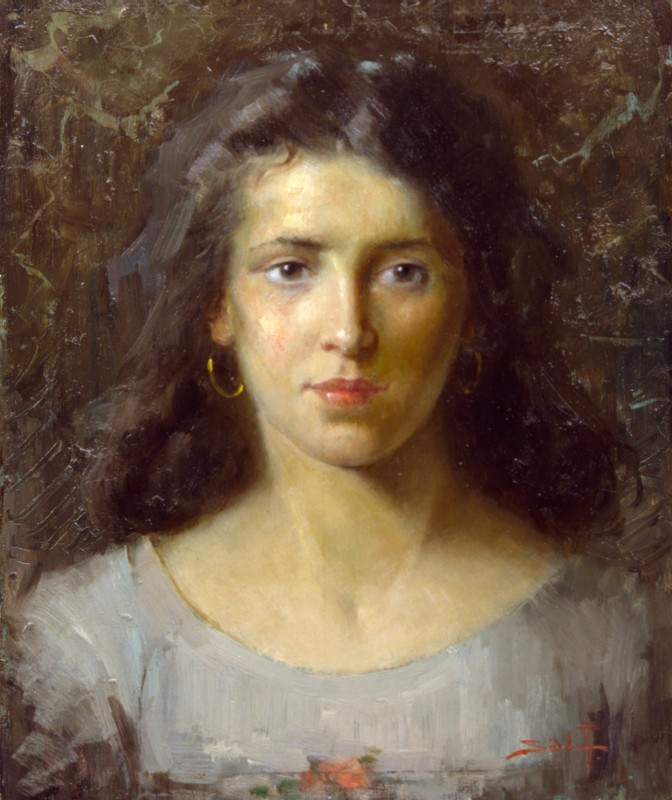
Ritratto femminile, 1895-1900 (Fondazione Cariplo)

Pacifico Sidoli (Bettola, 1868 – Piacenza, 1963) è stato un pittore italiano.